# Frøslev (Morsø)
Frøslev is een plaats in de Deense regio Noord-Jutland, gemeente Morsø. De plaats telt 294 inwoners (2008).